# Atsinanana

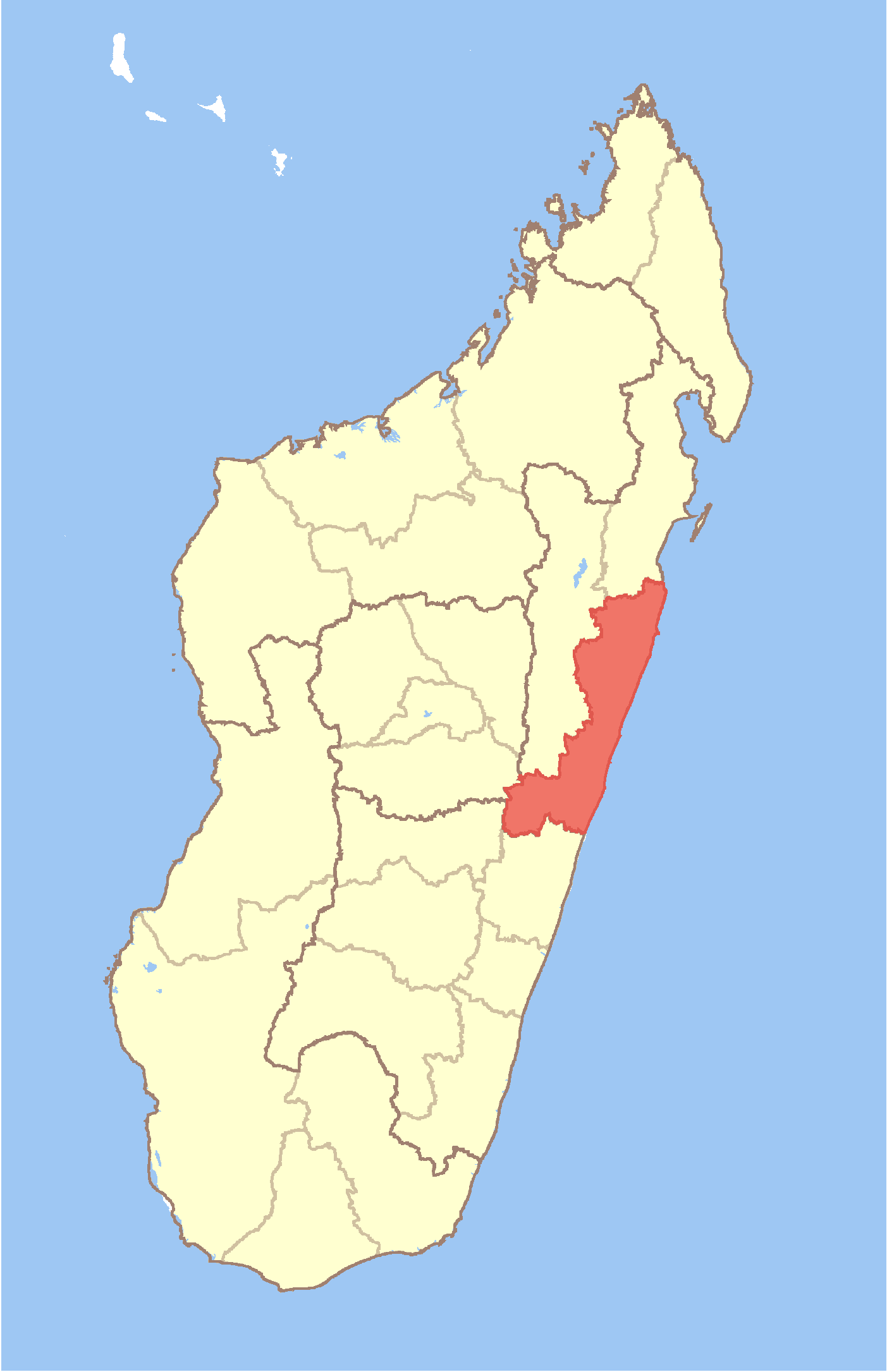

Atsinanana é uma região de Madagáscar localizada na província de Toamasina. Sua capital é a cidade de Toamasina.
A região Atsinanana tem sete distritos:
1. Distrito de Antanambao Manampotsy (Antanambao Manampotsy)
2. Distrito de Brickaville (Brickaville, Ampasimanolotra, Vohibinany)
3. Distrito de Mahanoro (Mahanoro)
4. Distrito de Marolambo (Marolambo)
5. Distrito de Toamasina (Toamasina)
6. Distrito de Toamasina II (area rural de Toamasina )
7. Distrito de Vatomandry (Vatomandry)